# 8326 Paulkling
8326 Paulkling este un asteroid din centura principală de asteroizi.

## Descriere
8326 Paulkling este un asteroid din centura principală de asteroizi. A fost descoperit pe 6 mai 1981 la Observatorul Palomar de Carolyn S. Shoemaker și Eugene M. Shoemaker. Asteroidul prezintă o orbită caracterizată de o semiaxă mare de 2,39 ua, o excentricitate de 0,20 și o înclinație de 2,1° în raport cu ecliptica.